# カリム・バゲリ
カリム・バゲリ（ペルシア語: کریم باقری、Karim Bagheri , 1974年2月20日 - ）はイラン出身の元同国代表サッカー選手、サッカー指導者。ポジションはMF。イングランドのプレミアリーグでプレーした最初のアジア人選手である。

## 経歴
イラン代表として1993年6月6日のパキスタン戦でデビューを飾ると、得点力の高い守備的MFとして中心選手へと成長。フランスW杯予選では19得点を記録する。しかし日本との第3代表決定戦には累積警告で出場できなかった。オーストラリアとのプレーオフ第二戦では、2－0のビハインドから追撃の1点目を決め、2－2の引分によるアウェイゴールルールでの予選突破に貢献した。
クラブではイラン代表として参加した1996年のAFCアジアカップにおける活躍がスカウトの目に留まり、1997-98シーズンに同僚のアリ・ダエイと共にドイツのアルミニア・ビーレフェルトへ移籍する。クラブは翌年に2部へ降格するがそこで リベロを担当するなどプレーの幅を広げた。
その後はイングランドのチャールトン・アスレティックFCを1試合出場したのみで退団するなど不運もあったが、2002年より故国のピルズィ・テヘランプレー、2009-10シーズンにはリーグで自身初となるシーズン10ゴールを達成した（カップ戦を含めると13ゴール）。2010年に現役引退。
2008年11月長らく遠ざかっていた代表にワールドカップ予選のUAE戦で復帰した。

## 所属クラブ
- 1992–1994  トラクター
- 1994–1996  ケシャヴァルズ
- 1996–1997  ペルセポリス
- 1997–2000  ビーレフェルト

→ 2000  アル・ナスル (loan)
- 2000–2001  チャールトン
- 2001–2002  アル・サッド
- 2002–2010  ペルセポリス

## 代表歴

### 出場大会
- イラン代表
  - 1998 FIFAワールドカップ

### 試合数
- 国際Aマッチ 87試合 51得点（1993年-2010年）[2]

| イラン代表 | 国際Aマッチ | 国際Aマッチ |
| 年         | 出場        | 得点        |
| ---------- | ----------- | ----------- |
| 1993       | 5           | 1           |
| 1994       | 3           | 1           |
| 1995       | 0           | 0           |
| 1996       | 20          | 12          |
| 1997       | 17          | 20          |
| 1998       | 11          | 3           |
| 1999       | 0           | 0           |
| 2000       | 13          | 9           |
| 2001       | 11          | 2           |
| 2002       | 0           | 0           |
| 2003       | 0           | 0           |
| 2004       | 0           | 0           |
| 2005       | 0           | 0           |
| 2006       | 0           | 0           |
| 2007       | 0           | 0           |
| 2008       | 2           | 1           |
| 2009       | 4           | 2           |
| 2010       | 1           | 0           |
| 通算       | 87          | 51          |

## 指導歴
- 2012–2013  ペルセポリス (アシスタント)
- 2015–2023  ペルセポリス (アシスタント)
- 2020–2022  イラン代表 (アシスタント)

## 獲得タイトル

### 選手時代

#### ペルセポリス
- ペルシアン・ガルフ・プロリーグ

 優勝 (2) : 1996-97, 2007-08
- ハズフィ・カップ

 優勝 (2) : 2009-10, 2010-11

#### アルミニア・ビーレフェルト
- 2. ブンデスリーガ

 優勝 (1) : 1998-99

#### アル・サッド
- UAFAクラブカップ

 優勝 (1) : 2001

#### イラン代表
- アジア競技大会サッカー競技

 優勝 (1) : 1998

### 監督時代（アシスタント）

#### ペルセポリス
- イラン・プロリーグ

 優勝 (6) : 2016-17, 2017-18, 2018-19, 2019-20, 2020-21, 2022-23
 準優勝 (2) : 2013-14‌, 2021-22
- ハズフィ・カップ

 優勝 (2) : 2018-19, 2022-23
- イラン・スーパーカップ

 優勝 (5) : 2017, 2018, 2019, 2020, 2023
 準優勝 (1) : 2021
- AFCチャンピオンズリーグ

 準優勝 (2) : 2018, 2020